# Diuturnum illud
Diuturnum illud (укр. Він важніше) — енцикліка Папи Лева XIII оголошена 29 червня 1881 року.

## Зміст
- Шкідливість сучасних ідеологій;
- авторитет, що походить тільки від Бога;
- засудження егалітарних ідеологій;
- необхідність підпорядкування реалізації влади віросповідуванню.

Зокрема, Понтифік ствердив, що Церква не надає перевагу політичному режимові, за умови, що режим поважає право Бога. Методом демократичних виборів влада не надається (що походить тільки від Бога), а лише тимчасово делегується влада тим, хто має бути встановлений керувати, хто повинен тримати владу для спільного добра в державі.
Натхненна патристичними та Павловими посланнями енцикліка виводить «владу цивільних правителів» та єпископську владу з того самого джерела, ототожнюваного з Богом-Творцем. Обов'язок дотримуватися людських законів узаконюється й підкріплюється моральним обов'язком перед Богом, Котрий вимагає цієї поваги. Заперечуючи договірне бачення держави, ми можемо побачити уявлення про першість спільного блага і громадської влади, яка Його наслідує, підтверджуючи:
|  | Сила влади цивільних правителів, будучи майже повідомленням (трансляцією) божественної сили, постійно набуває з цієї ж причини більшої гідності, ніж людська. |

Все це справедливо до тих пір, поки ті, хто здійснює владу (голова держави), пристосовує слова свої та дії до божественного й природного порядку, і виникаючі закони в державі не порушують «закон природи і волю Божу».
Енцикліка підтверджує принцип свободи совісті, а точніше нікчемності несправедливої політичної влади, про яку йдеться тут:
|  | Якщо свобода принципів відвертає волю і закони Божі, тоді вони перевищують міру своїх повноважень і спотворюють справедливість: у цьому випадку їх влада не може бути дійсною, і - є нічим, коли справедливості немає". |
Якщо людський закон більше не відповідає природному і божественному законові, то «так само несправедливо командувати цим (контролювати виконання його), як і виконувати його». Певно, що це був би не вільний вибір, а обов'язок мирної непокори, узагальнений у євангельському: «Дайте Цезарю те, що належить Цезарю». Енцикліка наводить приклад як у цивільній, так і у військовій сфері:
1. Християнські мученики були слухняні імператорській владі, навіть поза тим, що суворо вимагало мати імперій;
2. «солдат-християнин», який звик «парувати (з'єднюти) вищу фортецю з великою любов'ю до військової дисципліни», і все-таки замість того, щоби «порушувати права Божі або кувати залізо (для зброї) проти невинних Христових учнів, тоді вони відмовлялися виконувати накази і вважали за краще відмовитися від ополчення й померти від дотримання тільки релігії, а не протистояти державній владі за допомогою крамоли і заворушень».

Хоча історичний приклад ненасильства солдата-християнина свідчив, що перша основа людської влади є божественною, а також метою, яку слід досягти. Розміщуючи загальнонаціональний консенсус на задньому плані, воно легко поширюється від цивільної до військової сфери, що є чужим для принципів, котрих дотримується більшість людей.